# Mendele Mojcher Sforim
Mendele Mojcher Sforim (jid. ‏מענדעלע מוכר־ספֿרים‎, właśc. Szolem Jakow Abramowicz; ur. 2 stycznia 1836 w Kopylu, zm. 8 grudnia 1917 w Odessie) – najstarszy z klasyków nowoczesnej literatury jidysz, jeden z pionierów nowożytnej literatury hebrajskiej.

## Życiorys
Urodził się 2 stycznia 1836 w Kopylu. Jego pierwszym nauczycielem był ojciec, od którego otrzymał tradycyjną edukację, kształcił się również w jesziwach w okolicach Kopyla. W 1854 przeniósł się do Kamieńca Podolskiego, gdzie uczył się rosyjskiego, niemieckiego oraz matematyki. Został popularyzatorem haskali. Tamże zadebiutował w piśmie „Ha-Mag(g)id” (hebr. Kaznodzieja) artykułem List o wychowaniu (1856). W 1858 przeprowadził się do Berdyczowa, a w 1869 do Żytomierza – po krytyce skorumpowanych żydowskich elit Berdyczowa przedstawionej w Miszpat Szalom (hebr. Sąd pokoju). W Żytomierzu pracował jako rabin w szkole rabinackiej.
W 1881 przeprowadził się do Odessy, gdzie kierował żydowską szkołą religijną (Talmud Torą) i związał się z ruchem odrodzenia narodowego. Był członkiem Chibat Syjon propagując syjonizm. W 1905 wyjechał na dwa lata do Genewy, uciekając przed pogromami Żydów. Zmarł w Odessie 8 grudnia 1917.

## Twórczość
Początkowo pisał po hebrajsku, a w latach 70. XIX w. w jidysz (mając na uwadze szerokie dotarcie do czytelników posługujących się tym językiem), po czym powrócił do hebrajskiego, tłumacząc na ten język te swoje dzieła, które powstały w jidysz. W swych utworach posługiwał się satyrą i groteską, krytykując małomiasteczkową żydowską mentalność oraz ukazując realia życia na prowincji. Poddawał również krytyce elity żydowskie. Bohaterami czynił ludzi biednych i z kłopotami, których ukazywał w sposób tragiczno-komiczny.
Jest uważany za „dziadka” nowoczesnej literatury jidysz, gdyż jako pierwszy pisarz doszedł do ujednolicenia języka jidysz ponad dialektami.

### Wybrane dzieła
- 1862–1873: Toldot ha-tewa (Dzieje przyrody)[1];
- 1864: Dos klejne menczele (Mały człowieczek)[1];
- 1865: Dos winczfingerl (Pierścionek zaręczynowy)[1];
- 1867: E(j)n miszpat (Krytyczne oko)[1];
- 1969: Di tokse (Taksa)[1];
- 1869: Miszpat Szalom (Sąd pokoju)[1];
- 1869: Fiszke der krumer (Kulawy Fiszke)[1];
- 1869: Eltern un kinder (Rodzice i dzieci)[1];
- 1873: Di kljacze (Szkapa, przeł. Klemens Junosza, Księgarna A. Gruszeckiego, Warszawa 1886);
- 1875: Judeł[1];
- 1879: Masoes Benjomin Haszliszi[1] (Podróże Beniamina Trzeciego, przeł. Michał Friedman, wstęp: Salomon Belis-Legis, Wydawnictwo Dolnośląskie, Wrocław 1990);
- 1884: Der pryzyw (Pobór)[1].

Ponadto w latach 1899–1912 pracował nad Szlojme reb Chaims (Szlojme, syn pana Chaima) oraz nad nieukończonymi wspomnieniami  Ba-jamim ha-hem (W owe dni).